# Pandžapci
Pandžapci (Istočni Pandžapci; پنجابی; ਪੰਜਾਬੀ), Istočni pandžapci jedna su od dviju grupa koje nose pandžapsko ime, druga Zapadni Pandžapci (Lahndi) jezično se razlikuju ali pripadaju istoj skupini, indoarijskoj.
Populacija Pandžabaca (istočnih) iznosi preko 28 000 600. Od ovoga broja 27 100 000 živi u Indiji, a gotovo svi u Pandžabu. 10 000 govornika živi na području Kenije i 14 000 etničkih (1993) u Singapuru, od čega materinskim jezikom govori 9500 (1987).
Na području Indije sastoje se od brojnih plemenskih, ekonomskih i socijalnih grupa, nadalje segmentiranih po klanovima i obiteljskim skupinama. Postoji i religiozna podjela na one koji slijede hinduizam ili islam i sikhizam, što je u dovodilo do masovnih seoba 1947.
Osnovna je podjela na kaste (kod njih jati) koje se nadalje sastoje od klanova,sela i obitelji. Postoje više kaste brahmana kojoj pripadaju svečenici, naučnici, zemljovlasnici, kvalificirani obrtnici. U niže kaste priapdaju radnici i sluge.
Do zaključenja braka dolazi tek nakon ugovoranja roditelja nakon opsežne rasprave. I kod sikha i kod muslimana i kod hinduista boravište je patrilokalno, a to u njihovom slučaju znači da mladi par stanuje u selu njegovih roditelja. Kod Pandžabaca koji žive u dijaspori ovo se ne prakticira.